# (100698) 1997 YK15
(100698) 1997 YK15 es un asteroide perteneciente al cinturón de asteroides descubierto el 29 de diciembre de 1997 por el equipo del Spacewatch desde el Observatorio Nacional de Kitt Peak, Arizona, Estados Unidos.

## Designación y nombre
Designado provisionalmente como 1997 YK15.

## Características orbitales
1997 YK15 está situado a una distancia media del Sol de 3,013 ua, pudiendo alejarse hasta 3,649 ua y acercarse hasta 2,376 ua. Su excentricidad es 0,211 y la inclinación orbital 1,889 grados. Emplea 1910,52 días en completar una órbita alrededor del Sol.

## Características físicas
La magnitud absoluta de 1997 YK15 es 15,4. 